# スウェーデントーチ

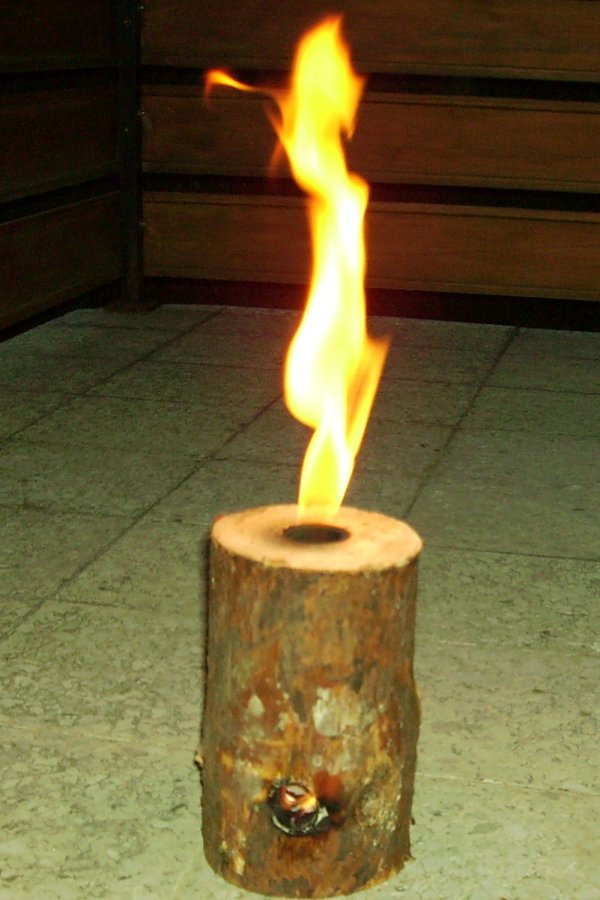
燃焼中のスウェーデントーチ

スウェーデントーチ（Swedish candle, Finn candle, Swedish fire, Siberian tree torch, Russian tree torch, ドイツ語: Schwedenfeuer）は、垂直に立てた木の幹に切り込みを入れて燃やし、熱と光を得る手法である。1600年代に欧州で知られるようになり、現在では森林労働者やアウトドアレジャー（特に南ドイツ）で使用されている。表面が平らで燠（おき）がよく出るため、調理にも使える。焚き火に比べるとコンパクトなので、小さな熱源をいくつも分散して使うことができる。
もともとはフィンランド北部のフィンランド人によって作られた。伐採者は食べ物を温めたり調理したりするためにそれを使用した。
日本においては、2021年ごろにインスタグラムで話題となったほか、間伐材の利用や災害時の熱源としても注目された。

## 作り方・使い方
スウェーデントーチを作るには、直径30〜60cm程度、長さ50〜150cmの丸みを帯びた半乾燥の幹が必要で、薪のように木材が乾燥しすぎていると炎が大きくなり短時間で燃え尽きてしまう。熱と光を得るのに最適な木材は樹脂を含む針葉樹で、トウヒ、モミ、マツなどである。調理に適しているのは、ブナ、オーク、リンゴ、トネリコ、サクラなどの広葉樹で、理由は煤が少なく直火で炙る時に煤が肉に付きにくい。
チェーンソーを使って、幹を立てた状態で下に向かって垂直に2回切り込みを入れていく。切り口はトーチがバラバラにならないように、根元から6〜8cmのところで止める。通常、幹は2つの切り口で4等分され、大きな幹の場合は6等分（6角形のアスタリスク＊のような形）または8等分されます。この切り込みが空気の循環を良くし、薪が燃えやすくなる。
丸太が燃えるにつれ、燃えカスや炭が上から落ちてきて、切り込みに入る。これが丸太の内側から着火し、火を持続させる。着火には、蝋またはホワイトガソリンをサイドの溝に掛けて、さらに幹の切り口である上部に差し込むのが最も簡単である。オイルをしみこませた布切れもよい。樵はチェンソーの燃料をトーチの中心に少し注ぐ。焚き火がある場合は、丸太の上に燃えさしを置くと、スウェーデントーチになる。
火花が飛び散ったり、バラバラになる可能性があるので、安全な場所に設置することが大切。また、幹に均等に火をつけるために、蝋や着火剤を上部に入れる。大きさや長さにもよるが、2時間から5時間ほどで煌々燃え続ける。トーチ中心部の温度は1000℃から1200℃にもなる。トーチが燃え始めたら上に鍋を置くことが可能。点火する前に穴の周りに釘を3本打つか石を3つ置いて、五徳のような即席調理台を作る。

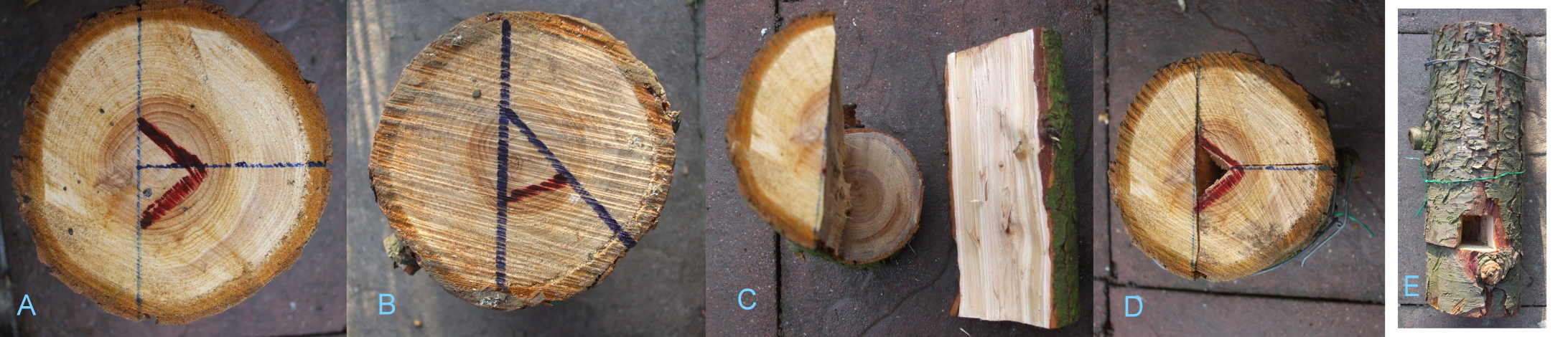
ドリルなしで作るスウェーデントーチ：
根元を切開した後、AまたはBに従って分割、C：トーチの底が見えるように分割した部分
D：芯を取り除き、組み立てたもの。E：換気孔のある既製のツリートーチ

## 画像

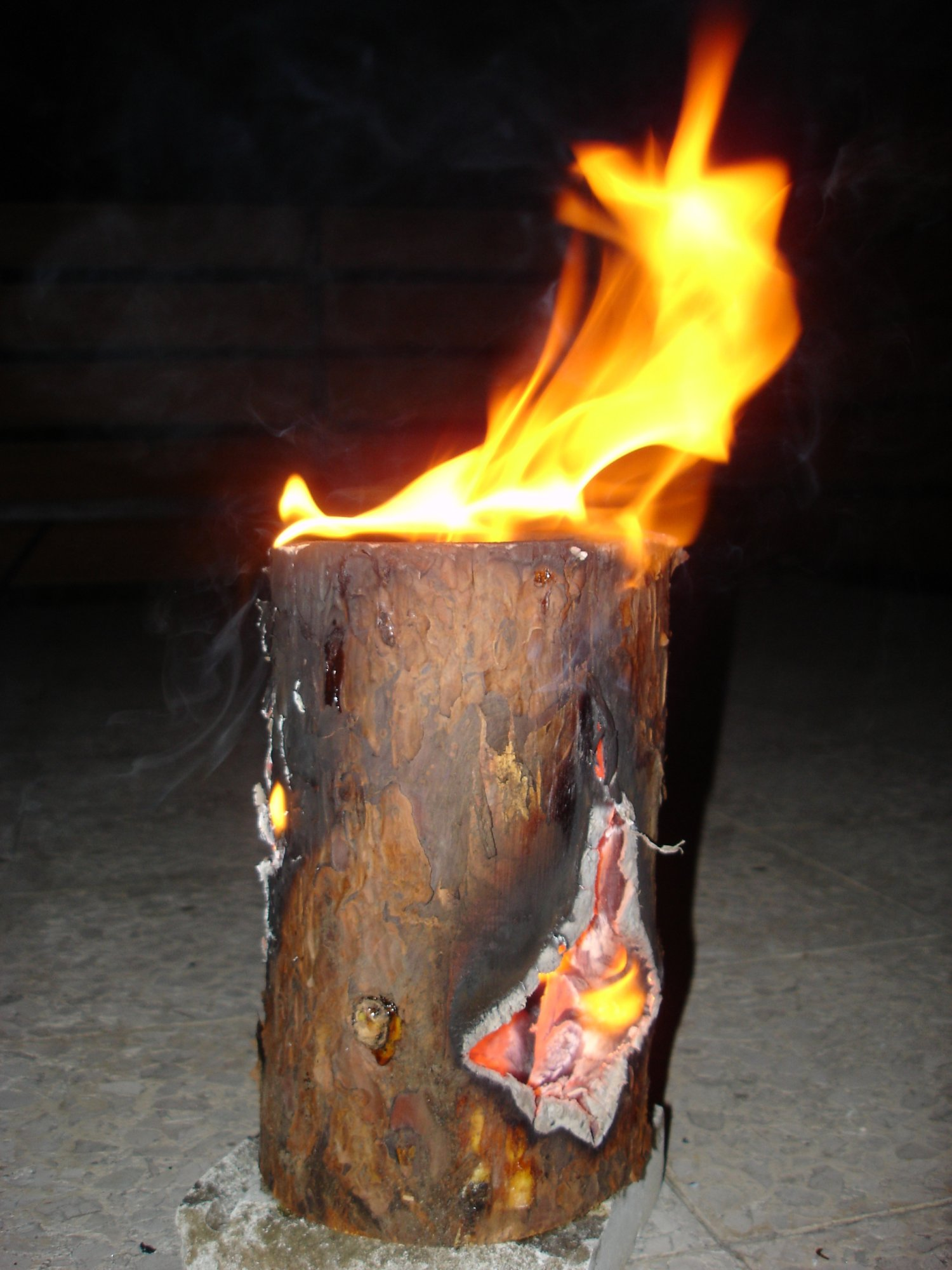
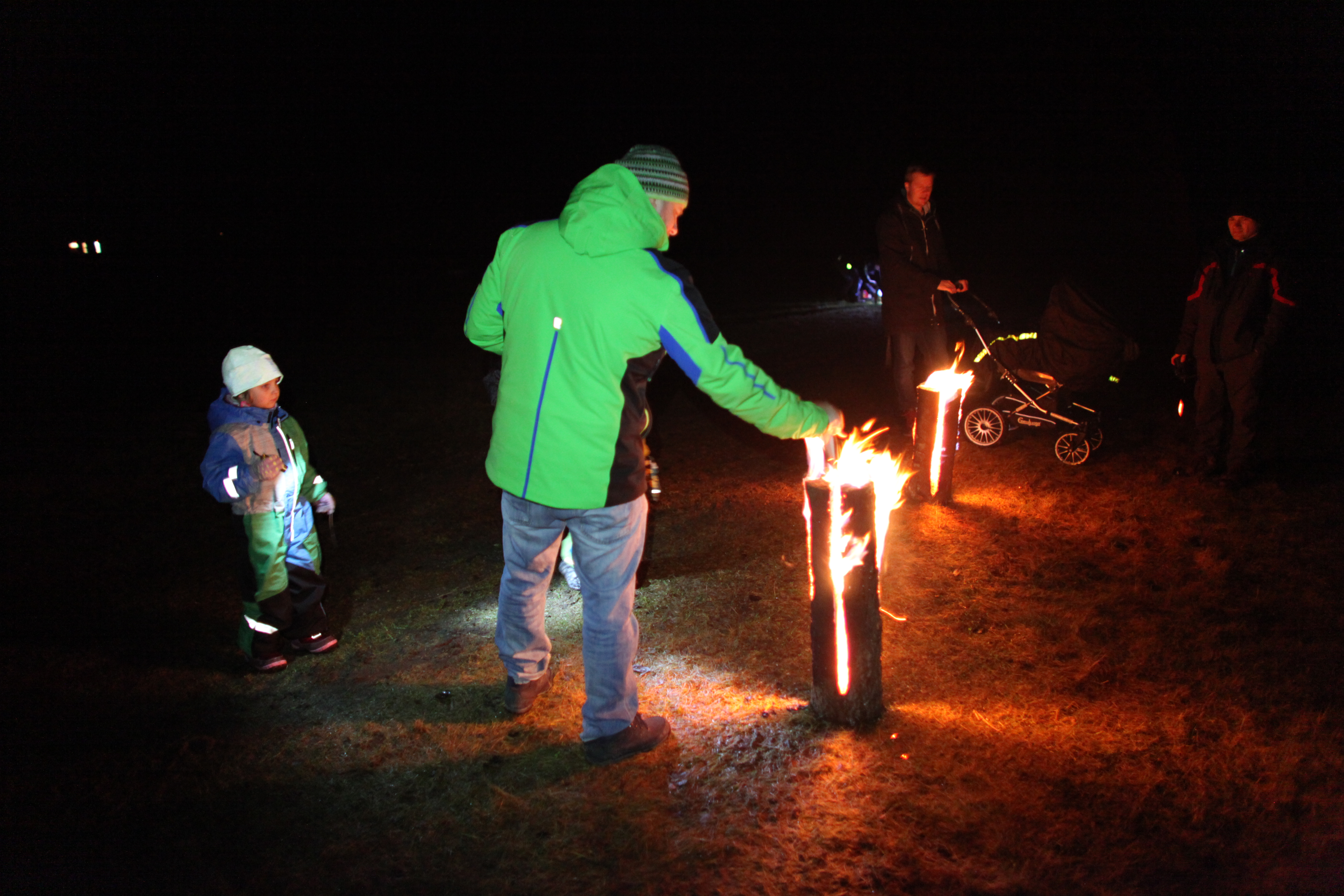
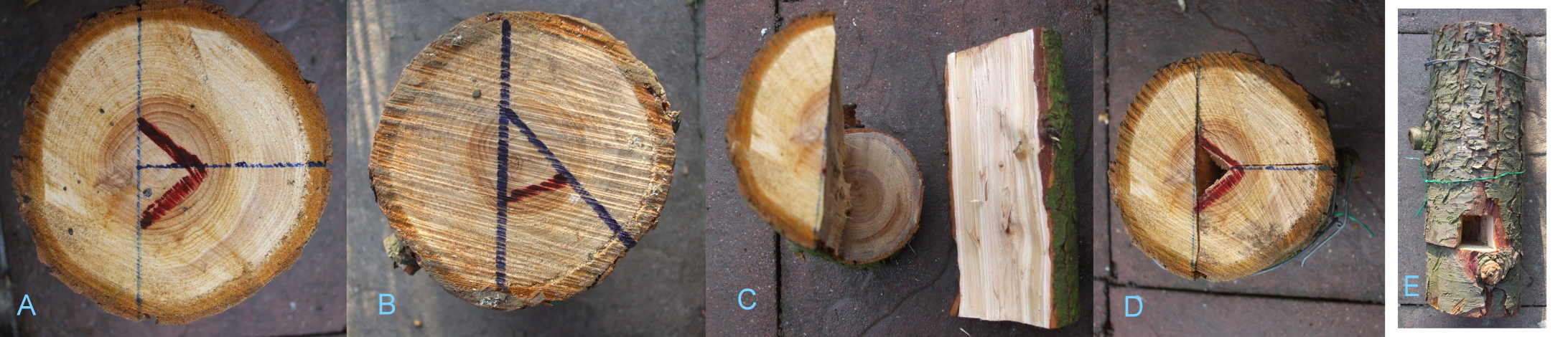
スウェーデントーチの切込みの入れ方